# Biton villiersi
Espèce
Synonymes
- Daesia villiersi Vachon, 1950

Biton villiersi est une espèce de solifuges de la famille des Daesiidae.

## Distribution
Cette espèce est endémique du Niger.

## Étymologie
Cette espèce est nommée en l'honneur d'André Villiers.

## Publication originale
- Vachon, 1950 : Contribution à l'étude de l'Aïr (Mission L. Chopard et A. Villiers). Scorpions, Pseudoscorpions et Solifuges. Mémoires de l'Institut Français d'Afrique Noire. Série A. Sciences Naturelles, vol. 10, p. 93-107.